# Plumularia roxanae
Plumularia roxanae — вид гідроїдних кнідарій родини Plumulariidae ряду Leptothecata. Описаний у 2020 році.

## Назва
Вид названона честь матері автора таксона Роксани С. Галеа (уроджена Флореску, 5 жовтня 1946 — 18 січня 1994), румунської біологині.

## Поширення
Описаний з матеріалу, зібраного на острові Балі.

## Опис
Його глибокі гідротеки характерно звужені дистально через характерну гіпертрофію вільної частини їх адаксіальної стінки. Його невеликі гонотеки за формою та розміром порівнянні з добре відомим циркумтропічним видом Plumularia floridana Nutting, 1900.